# Arthur Barrow
Arthur Barrow (nacido el 28 de febrero de 1952, San Antonio, Texas) es un multiinstrumentista estadounidense, más conocido por período como bajista de Frank Zappa a finales de los 70 y principios de los 80.

## Primeros años
Barrow nació en San Antonio, Texas, en 1952 y creció en una parte de la ciudad llamada Alamo Heights. Su padre tocaba el piano y el órgano, al igual que su abuelo, Arthur Barrow, de Buffalo, Nueva York, un estricto profesor de piano y organista. Cuando tenía 13 años, lavó coches en su barrio hasta que ahorró suficiente dinero para comprar su primera guitarra eléctrica (un Alamo) y su primer amplificador (un Kent). Aprendió a tocar música de oído copiando la guitarra de discos de grupos surf como The Ventures, y más tarde, de Jimi Hendrix, y aún más tarde, de Frank Zappa. Tocó en bandas locales durante la escuela secundaria y preparatoria durante la década de 1960. Comenzó a estudiar órgano clásico en 1970.
Mientras asistía a Alamo Heights High School, Arthur Barrow curtió sus habilidades musicales tocando la guitarra principal con una banda de rock llamada Wisdom, tocando en fiestas de las fraternidades, bailes de la escuela, y conciertos de pequeño formato en el área de San Antonio. Sus compañeros de grupo (Ian "Toby" French (cantante), Raymond Tolbert (bajo), Alfred Toerney (teclados), y otros) supieron que Arthur estaba "marcado para la grandeza", debido a su destacado talento y la capacidad de aprender rápidamente las trazas de las canciones.
Asistió a la Universidad del Norte de Texas en Denton, Texas de 1971 a 1975 dónde estudió composición y órgano. Empezó a aprender en solitario bajo en 1974 mientras estaba allí. Gastó muchas horas en los laboratorios de música electrónica aprendiendo sobre síntesis analógica con sistemas modulares Moog. Se gradúe cum laude, recibiendo un título de grado en composición musical, especializado en música electrónica.

## Carrera profesional
En 1975 se trasladó a Los Ángeles buscando una carrera musical profesional, siendo una de sus principales metas tocar en la banda de Frank Zappa. Trabajaba en cualquier cosa relacionada con la música que pudiera conseguir - discotecas, bodas, bailes de escuela secundaria, en algunas sesiones de grabación. Se reunió con Robby Krieger en 1976 y grabó el sintetizador a The Doors en el álbum American Prayer. Formó un grupo de jazz con Bruce Fowler y Don Preston llamado Loose Connection a finales de la década de 1970. Hicieron algunas grabaciones en Echo Park y realizaron un par de conciertos en Los Ángeles. También hicieron algunas grabaciones en Hollywood con Vinnie Colaiuta en diciembre de 1978.
A mediados de 1978, pasó la audición y comenzó a tocar el bajo en la banda de Frank Zappa. En 1979, asumió también las funciones de ser el "clonemeister", o director de ensayo de la banda. La banda ensayaba de ocho a diez horas al día, cinco días a la semana. Él dirigía los ensayos durante la primera mitad del día, a continuación, Zappa se hacía cargo cuando llegaba. Hizo cuatro giras con Zappa e intervino tocando el bajo, la guitarra y los teclados en una docena de discos grabados.
A principios de la década de 1980 coescribió la música, grabó y salió de gira por los EE. UU. con Robby Krieger. Tuvieron una banda en vivo por un corto tiempo llamada Red Shift que hizo sólo unas pocas grabaciones y conciertos en el área de Los Ángeles. Por este tiempo, con una grabadora de ocho pistas de cinta de 1/2", un piano eléctrico y un sintetizador, concentró su atención en la escritura y la grabación de música en casa.
Comenzó a trabajar con Giorgio Moroder a mediados de los 80 en álbumes y bandas sonoras de películas entre las que están Scarface (1983) y Top Gun (1986). Tocó teclados, bajo, y programación, así como arreglos para una amplia gama de artistas que incluyen a Joe Cocker, Diana Ross, Billy Idol, Berlin, The Motels, y otros.
Abrió su propio estudio de grabación Lotek en el distrito de Mar Vista de Los Ángeles en 1985. Desde finales de los 80 y durante los 90 ha producido discos y compuesto bandas sonoras para películas y programas de televisión en su estudio. Ha compuesto y producido tres discos en solitario y actualmente está trabajando en un cuarto CD, así como en otros proyectos, como Strange News from Mars con la intervención de Tommy Mars y Jon Larsen; y como la Filarmónica Mar Vista, con Tommy Mar, Bruce Fowler, Vinnie Colaiuta, y otros exmúsicos de Frank Zappa, en el sellos Zonic Entertainment.
En 2010 grabó un disco con Robby Krieger llamado Singularity que fue nominado para un Grammy. Incluye actuaciones de Vinnie Colaiuta, Bruce Fowler, Walt Fowler y Sal Márquez entre otros. La mayor parte del álbum fue coescrita por Arthur Barrow y Robby Krieger y grabado en el estudio de Arthur.
En 2012 y nuevamente en 2015, ejerció de profesor residente en la Universidad del Norte de Texas en relación con una clase sobre Frank Zappa que incluía conciertos de su música. También hizo una residencia sobre Zappa y sus conciertos en la Universidad de Dakota del Sur en 2013.
En 2016 publicó unas memorias llamada "Of Course I Said Yes (Naturalmente Dije Sí!)" subtituladas "Las Aventuras Asombrosas de una Vida en la Música." Describe su historia musical desde su juventud hasta el tiempo de publicación.

## Discografía seleccionada

### Solo
- "In the Mood" (1985, artista, arreglista, productor) - 12" baile remix del Glenn Miller clásico para MCA Records.[1]
- Music for Listening (1991)[2]
- Eyebrow Razor (1995)[3]
- AB3 (1999, artista, compositor, arranger, productor, ingeniero, teclados, bajo, guitarra, percusión)[4]
- On Time (2003, artista, compositor, arreglista, productor, ingeniero, teclados, bajo, guitarra, percusión)[4]

### Frank Zappa
- Joe's Garage Act I (1979)
- Joe's Garage Acts II & III (1979)
- Tinsel Town Rebellion (1981)

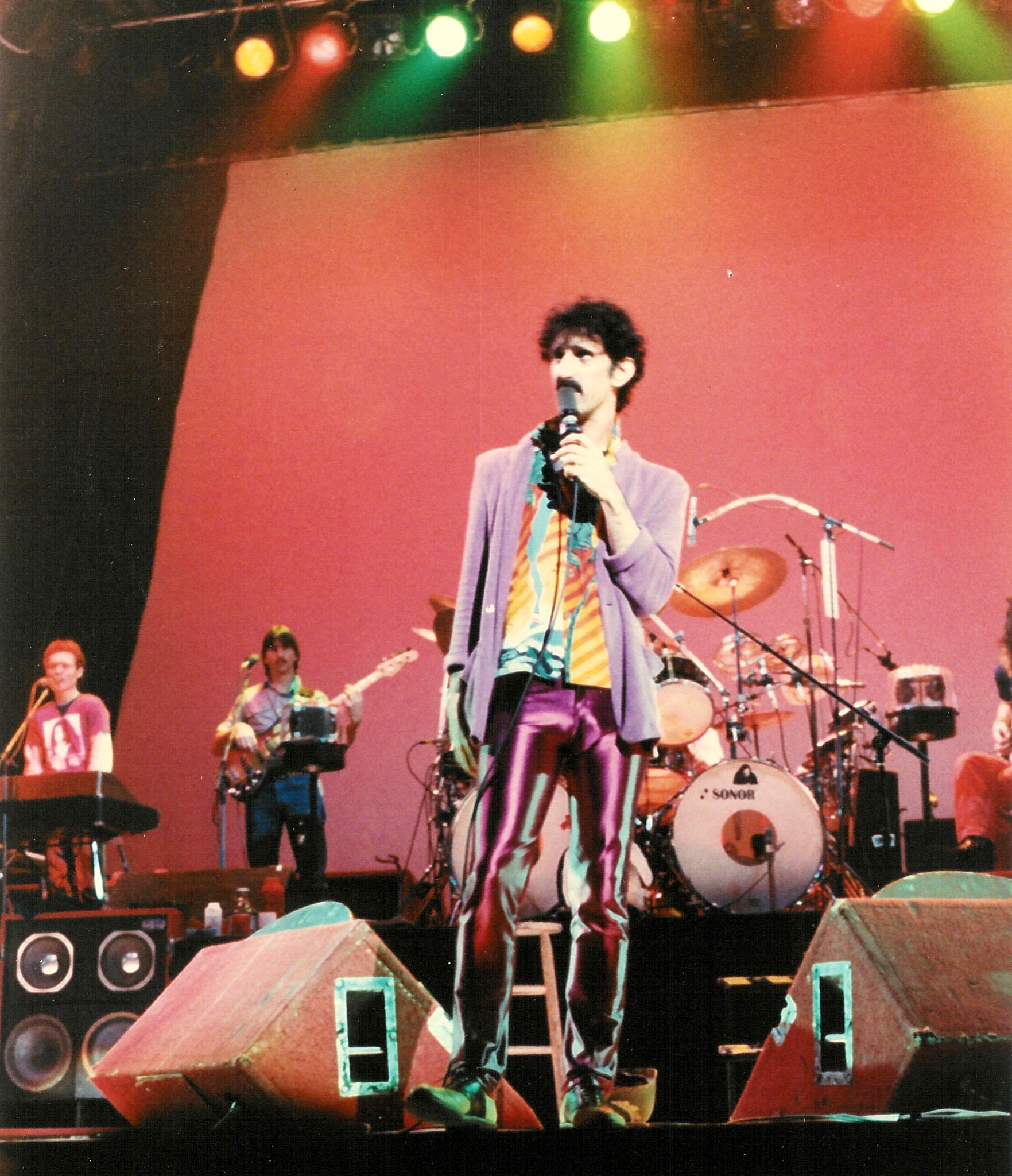
Arthur Barrow (segundo de la izquierda, con el bajo), tocando durante un concierto de Frank Zappa en el Memorial Auditorium en Buffalo, Nueva York, el 25 de octubre de 1980.

- Shut Up 'n Play Yer Guitar / Shut Up 'n Play Yer Guitar Some More / Return of the Son of Shut Up 'n Play Yer Guitar (1981, 15 tracks recorded in 1979 and 1980)
- You Are What You Is (1981)
- Ship Arriving Too Late to Save a Drowning Witch (1982, on the first half of "I Come from Nowhere")
- The Man from Utopia (1983)
- We're Only in It for the Money (1968, overdubbed bass tracks c. 1983)
- Cruising with Ruben & the Jets (1968, overdubbed bass tracks c. 1983)
- Them or Us (1984)
- Thing-Fish (1984)
- You Can't Do That on Stage Anymore (select tracks on Vol. 1, Vol. 4 and Vol. 6)
- Guitar (1988, two tracks recorded in 1979)
- Trance-Fusion (2006, one track recorded in 1979)
- Buffalo (2007)
- Any Way the Wind Blows [authorized bootleg]
- Saarbrücken 1978 [authorized bootleg][5]
- "I Don't Want to Get Drafted" b/w "Ancient Armaments" (sencillo)

### The Doors
- An American Prayer (1978)

### Robby Krieger
- Versions (1982)
- Robby Krieger (1985)
- No Habla (1989)
- Door Jams (1989)
- Singularity (2010)

### Billy Idol
- Charmed Life (1990, keyboards, bass, arranger)

### Diana Ross
- "Touch by Touch" (from the 1984 album Swept Away, co-writer, keyboards, bass, arranger)

### Janet Jackson
- Dream Street (1984, co-writer of the title song)

### Keith Emerson
- Musical transcription and unreleased recording. Bass

### Jon Larsen / Tommy Marte
- 'Strange News from Mars' - a surrealistic concert, feat. Bruce Fowler, Jimmy Carl Black, etc.
- Willie Nickerson's Egg (2011) - a surrealistic audiobook.

### The Motels
- Shock (1985, keyboards, bass)

### Nina Hagen
- Fearless (1983, keyboards)

### Berlin
- Love Life (1984, "No More Words" and "Dancing in Berlin")
- "Take My Breath Away" - Oscar-winning single from Top Gun soundtrack (1986). Keyboards, bass, arranger.

### Charlie Sexton
- Pictures for Pleasure (1985, keyboards, bass, co-writer, arranger. 12" Remix of "Impressed")

### Scott Merritt
- Violet and Black (1990, producer, arranger, bass, keyboards)

### The Untouchables
- Agent Double O Soul (1988, producer, arranger, co-writer)

### Oingo Boingo
- 12" Remix of "Stay" (1986)

### Mona Lisa Overdrive
- Mona Lisa Overdrive (1993, artist, co-writer, arranger, producer, engineer, keyboards, bass)[6]

### Silent film music
- Torrent (1926, starring Greta Garbo)
- The Boob (1926, starring Joan Crawford)
- The Cameraman (1928, starring Buster Keaton)

### Films (keyboards, bass, arranger in varying degrees)
- Scarface (1983)
- D.C. Cab (1983)
- Twilight Zone: The Movie (1983)
- Heavenly Bodies (1984)[7]
- The NeverEnding Story (1984)
- Electric Dreams (1984)
- The Breakfast Club (1985)
- Top Gun (1986)
- Iron Eagle (1986)
- Quicksilver (1986)
- Beverly Hills Bodysnatchers (1989)[8]
- The Doors (1991)
- Waxwork II: Lost in Time (1992)[9]
- Saviors of the Forest (1993, documentary)[10]

### Espectáculos de televisión (letras/ música)
- Misfits of Science (1985-1986, an American superhero fantasy television series that aired on NBC from October 1985 to February 1986)[11]
- Fast Times (1986, television mini-series)[12]
- The Great Eclipse (1992, TV movie)[13]
- The Florida Panther